# Joseph (cómic)
Joseph es un personaje ficticio que aparece en los cómics estadounidenses publicados por Marvel Comics. El personaje fue brevemente un miembro de los X-Men. Creado por el escritor Scott Lobdell y el artista Roger Cruz, apareció por primera vez en Uncanny X-Men # 327 (diciembre de 1995).
Joseph es un clon de Magneto de los X-Men, que posee sus poderes magnéticos, aunque originalmente tenía la intención de ser un Magneto amnésico. Tuvo un breve noviazgo con Rogue antes de morir en batalla con el Magneto real. Joseph es revivido más tarde por Astra.

## Historia
Joseph fue descubierto cerca de un orfanato sudamericano dirigido por una monja conocida como la hermana María. Después de varios roces con "El Coronel", Joseph optó por abandonar el orfanato para proteger a los niños. Poco después de esto, se encontró con Rogue y la salvó de la primera ola de la "Operación Cero Tolerancia" de Bastion. Rogue creía que Joseph era un Magneto amnésico y misteriosamente joven. Durante este tiempo, los X-Men se encontraron por primera vez con el ser conocido como Onslaught. Creyendo que Magneto era responsable, Los Vengadores buscaron a Joseph y se dieron cuenta de que él no era responsable ni era como Magneto. Por culpa de lo que él creía que eran sus pecados pasados, Joseph se unió a los X-Men en su guerra contra Onslaught.
En un intento por descubrir más sobre su pasado, Joseph se encontró con los Acólitos y su líder Exodus. Ellos también creyeron que José era Magneto y le rogaron que los guiara. El éxodo se volvió hacia José cuando notó que José no era el Magneto que conocía. Joseph tomó la identidad de Magneto para convencer a los Acólitos de que realmente era Magneto y les ordenó que abandonaran sus actividades actuales. Éxodus no estuvo de acuerdo, pero obedeció porque creyó haber visto un destello del antiguo Magneto dentro de José. Joseph regresó a los X-Men, satisfecho de que ya no era Magneto.
Poco después, Joseph se dedicó a reconstruir la cámara de Z'nox para darle a Rogue un cierto control sobre sus poderes. Hasta cierto punto, fue exitoso porque mientras permanecía debajo de él, Rogue no podía absorber los poderes o la psique de otra persona. Inmediatamente después de esto, José y algunos de los X-Men fueron enviados a la Galaxia Shi'ar para luchar contra los Phalanx. Cuando regresaron a la Tierra, fueron capturados. En cautiverio, José se encontró con el mutante Maggott, quien había sido salvado por Magneto años antes, y expresó su gratitud al confuso José. Sin embargo, Maggott descubrió que su captor Erik el Rojo era el verdadero Magneto disfrazado. Sintiendo que le debía a Magneto por salvarlo, no le dijo a los X-Men que José no era Magneto.
Varias semanas después, el agente israelí Sabra apareció en la Mansion X y quiso matar a "Magneto". Maggott le reveló que Joseph no era Magneto, lo que confirmaba las sospechas de Sabra. Joseph se fue con Sabra para averiguar más sobre su pasado y el paradero actual de Magneto. Fue secuestrado por Astra, quien le contó a José su verdadero origen donde ella era su creadora clonándolo del ADN de Magneto. Astra envió a José contra Magneto, quien se había revelado públicamente. Estos eventos llegaron a ser conocidos como la Guerra de Magneto. Durante esta Guerra, José parecía haberse sacrificado para reparar el daño causado que Magneto le causó al campo electromagnético de la Tierra.
Sin embargo, Astra revivió a Joseph e implantó un registro de los viejos recuerdos de Magneto, lo que le hizo pensar como el verdadero maestro del magnetismo alguna vez lo hizo. Joseph anuncia su regreso al asesinar a 40 activistas anti-mutantes mientras usa el traje de Magneto, dejando que el verdadero Magneto sea el culpable. Joseph también ha reunido su versión de la Hermandad de Mutantes que consiste en él mismo, Astra y versiones mutadas de Blob, Mastermind, Quicksilver, Scarlet Witch y Toad. Pronto se revela que las versiones mutadas de Blob, Mastermind, Quicksilver, Scarlet Witch y Toad son clones creados por Astra. Todos los clones fueron asesinados por Magneto. Joseph es derrotado por Magneto y remitido a la Brigada X de Utopia.

### Muerte
Después de la destrucción de Utopía en la guerra entre Avengers vs. X-Men, Danger liberó a todos los prisioneros en el X-Brig, incluido Joseph. Después de la pérdida de Magneto, Joseph se disfrazó como el Maestro del magnetismo y formó una nueva Hermandad a raíz de la muerte de los X-Men. Los llevó a una base de la Fuerza Aérea en Transia Oriental para avivar el miedo en la humanidad debido al aumento de la violencia antimutante. Pero se enfrentaron a un nuevo grupo de X-Men liderado por un cíclope resucitado. Después de la batalla, se reveló la artimaña de Joseph que enfureció a Juggernaut porque pensó que el grupo estaba hecho para proteger a los mutantes. Atacó a Joseph y lo sostuvo mientras Scott y él hablaban de ideologías. Pero antes de que nadie pudiera ver lo que estaba sucediendo, Joseph es asesinado por Kwannon, quien consideraba a Joseph una amenaza para los mutantes.

## Poderes y habilidades
Ya que era un clon de Magneto, los poderes de Joseph eran los mismos que los de éste, pudiendo manipular los campos magnéticos, lo que le permite controlar los metales fácilmente, así como volar, entre otras cosas. Joseph manifestaba los poderes con un mayor control e intensidad que el original Magneto.